# هتل ۴۱
هتل ۴۱ (به انگلیسی: 41 Hotel) یکی از هتل‌های لوکس شهر لندن در انگلستان است. این هتل در سال ۲۰۰۰ تأسیس شد و تقریباً در جنوب کاخ باکینگهام که اقامتگاه اصلی خانواده‌ی سلطنتی بریتانیا است، قرار دارد. هتل ۴۱ خدمات سطح بالایی ارائه می‌دهد و ظرفیت آن کم است.